# Gogos

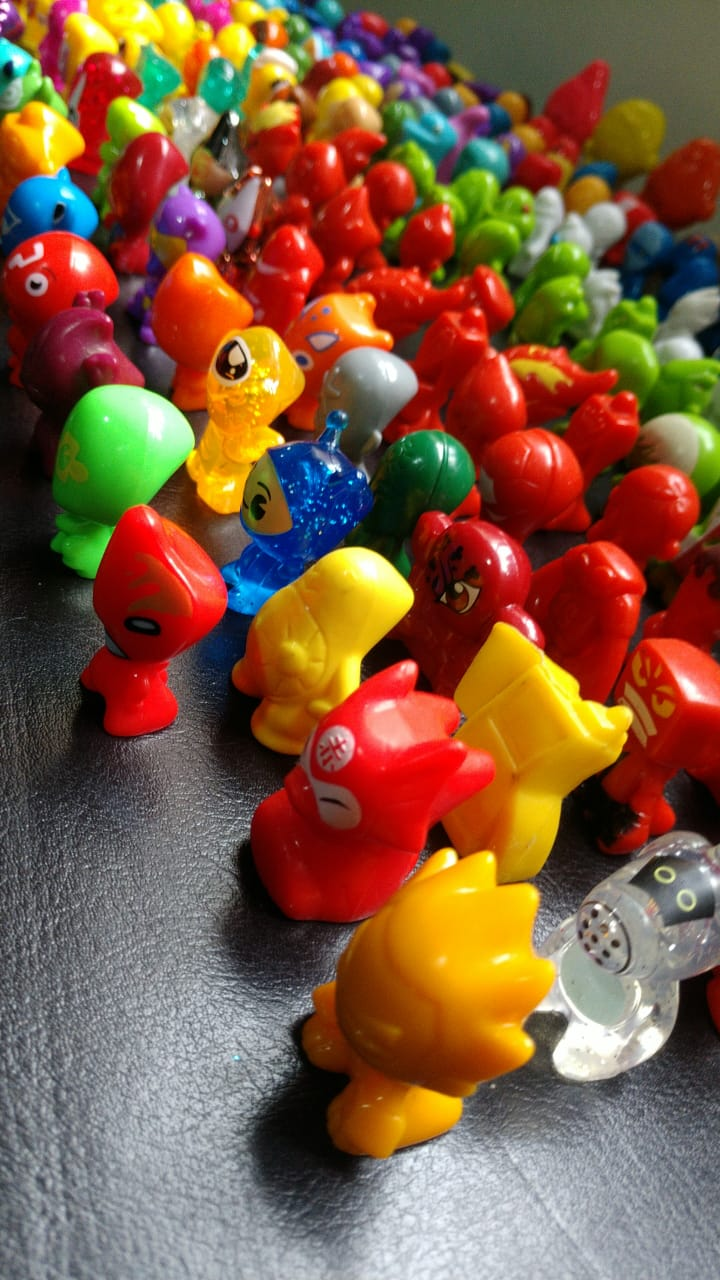
Verschiedene Gogos

Als Gogo bezeichnet man eine ungefähr drei bis fünf Zentimeter große Spielfigur. Gogos werden von dem spanischen Unternehmen Magic Box International produziert. Sie werden in den USA von Toy Craze, in Brasilien von Panini und in Europa von Plus Marketing vertrieben.

## Spielweise
Eine der bekanntesten Arten, mit den einem Knochen ähnelnden Gogos (engl. Bezeichnung Crazy Bones) zu spielen, ist die an eine Murmelspielvariante erinnernde Spielweise des gegenseitigen Abtreffens auf einer glatten Fläche, auf dem Schulhof meist auf Tischtennisplatten. Dabei stellt zum Beispiel Spieler 1 sechs Gogos auf eine Seite der Tischtennisplatte. Spieler 2 macht dasselbe auf der anderen Seite.
Jetzt sucht Spieler 1 sich einen beliebigen Gogo seiner Reihe aus und lässt ihn über die Platte gleiten. Wenn er einen Gogo des anderen trifft, darf er diesen behalten. Dies geht so weiter, bis entweder alle sechs Gogos eines Spielers verloren sind oder ein Spieler auf das Weiterspiel verzichtet. Es wurden bereits Regeln entwickelt, die offizielle Turniere mit Gogos erlauben.

### Varianten
Es gibt noch andere Spielvarianten wie zum Beispiel Bowling, bei dem man zehn Gogos wie Kegel aufstellt und einen Gogo als „Kugel“ benutzt, um so viele Gogos wie möglich zu treffen. Auch in der Form des Fuchsens ist es nach dessen Regeln spielbar; statt der Münzen werden die Gogos genutzt. Eine weitere weit verbreitete Variante, besonders bei älteren Gogo-Editionen, ist das sogenannte Würfeln. Bei dieser Variante geht es darum, den Gogo möglichst geschickt zu werfen, sodass er in einer bestimmten Position landet. Jede Position bringt Punkte und es wird dreimal pro Gogo geworfen. Zu beachten ist dabei, dass der Gogo mindestens zweimal den Boden berührt, bevor er stehen bleibt; beim Verletzen dieser Regel wird der Wurf wiederholt. Landet der Gogo mit dem Gesicht nach oben, so gibt das einen Punkt, landet er schräg nach unten oder oben schauend, so gibt das zwei Punkte. Landet der Gogo auf den Füßen bzw. auf dem Kopf, so bekommt der Spieler vier bzw. fünf Punkte. Es werden drei Gogos vorher von jedem Spieler ausgewählt. Der Sieger ist derjenige, der zwei von drei Runden gewinnt. Als Gewinn dient für gewöhnlich einer der drei Gogos des Gegners; allerdings kann der Gewinn vorher vereinbart werden.

## Serien
Die ersten Serien stammen aus der Mitte der 1990er Jahre.
Bei der Serie Gogos Crazy Bones, welche 2009 auf den Markt kam, wurden die Gesichter der Gogos nur noch aufgemalt und nicht wie bei den Vorgängern eingestanzt, damit eignen sie sich besser zum Rutschen, da nun keine herausstehenden Teile mehr vorhanden sind, allerdings wird die Farbe über die Zeit abgetragen. Gogos Crazy Bones war 2009 das meistverkaufte Sammelspielzeug im Vereinigten Königreich.